# Belgische Meisterschaft im Straßenrennen (Unabhängige)
Die Belgische Meisterschaft im Straßenrennen  der Unabhängigen war ein Eintagesrennen in Belgien, bei dem der nationale Meister in der Klasse der Unabhängigen für die jeweilige Saison im Radsport ermittelt wurde. Unabhängige waren ihrem Status nach weder Amateure noch Berufsfahrer und bildeten zeitweise eine eigene Lizenzklasse in der Union Cycliste Internationale (UCI).

## Geschichte
1911 richtete der belgische Radsportverband Koninklijke Belgische Wielrijdersbond (KBWB) zum ersten Mal diese Meisterschaft aus. 1911 hatte er diese Klasse zwischen Amateuren und Berufsfahrern geschaffen. Die Meisterschaft fand jährlich bis 1965 statt. 1966 wurde die Klasse der Unabhängigen von der UCI abgeschafft. Während des Zweiten Weltkriegs wurde diese belgische Meisterschaft vorübergehend durch die belgische Meisterschaft der „Profis B“ ersetzt.

## Palmarès
| Jahr      | Sieger                   | Zweiter                  | Dritter               |                   |
| 1965      | Noël Vanclooster         | Herman Vrancken          | Jozef Boons           |                   |
| 1964      | Mathieu Maes             | Jan Nolmans              | Julien Van De Laer    |                   |
| 1963      | Fernand Deferm           | Julien Haelterman        | Theo Verschueren      |                   |
| 1962      | Roland Aper              | Jan Lauwers              | Frans Van Immerseel   |                   |
| 1961      | Joseph Wouters           | Jos Geurts               | Antoon Declerck       |                   |
| 1960      | Gabriel Deloof           | Lode Troonbeeckx         | Kamiel Lamote         |                   |
| 1959      | Jan Palmans              | Emile Daems              | Henri De Wolf         |                   |
| 1958      | Frans De Mulder          | Edward De Cauwer         | Roger Vindevogel      |                   |
| 1957      | Nico Lapage              | Henri Van Den Bossche    | Jozef Janssens        |                   |
| 1956      | Julien Schepens          | Francis Kemplaire        | Raymond Vrancken      |                   |
| 1955      | Roger Baens              | René Van Meenen          | Leopold Debusscher    |                   |
| 1954      | Willy Truye              | Lucien Demunster         | Jozef Pansar          |                   |
| 1953      | Gustaaf Van Vaerenbergh  | Jules Van den Brande     | Frans Schoubben       |                   |
| 1952      | Jan De Valck             | Henri Denys              | Aloïs Deloor          |                   |
| 1951      | Boudewijn Devos          | Jan De Valck             | Alfons Van den Brande |                   |
| 1950      | Jean Van Lancker         | Lucien Deman             | Maurice Joye          |                   |
| 1949      | Robert Vanderstockt      | Leopold Verhaegen        | Roger Decock          |                   |
| 1948      | Charles Van Dormael      | Jean Bolly               | Joseph Verhaert       |                   |
| 1947      | Jan Verpeut              | Lode Anthonis            | Hilaire Couvreur      |                   |
| 1946      | Lionel Vanbrabandt       | Florent Mathieu          | Raymond Impanis       |                   |
| 1945      | Lucien Mathys            | Raymond Desmedt          | Emile Goutier         |                   |
| 1944      | nicht ausgetragen        | nicht ausgetragen        | nicht ausgetragen     | nicht ausgetragen |
| 1943      | Marc Ryckaert            | Roger Decorte            | Jules Boeykens        |                   |
| 1942      | René Janssens            | Roger Dujardin           | Leo Verschueren       |                   |
| 1941      | Jef Moerenhout           | Lode Bisschops           | Lode Poels            |                   |
| 1940      | Ward Peeters             | Edward Van Dijck         | Roger Cnockaert       |                   |
| 1939      | André Declerck           | Albert Coninckx          | Robert Degheit        |                   |
| 1938      | Achiel De Backer         | Albert Carrier           | Jos Onckelincx        |                   |
| 1937      | Albert Ritserveldt       | Albert Carrier           | Karel Van Stichelen   |                   |
| 1936      | Corneel De Coster        | René Walschot            | Joseph Somers         |                   |
| 1935      | Camille Muls             | Albert-Karel Tersago     | Marcel Kint           |                   |
| 1934      | Philemon-Frans Spiessens | Kamiel Van Den Driessche | Cyriel Vandenberghe   |                   |
| 1933      | Gustave Danneels         | Robert Monty             | Théo Herckenrath      |                   |
| 1932      | Charles Mathieu          | Louis Willems            | Victor Cools          |                   |
| 1931      | Léon Louyet              | Polydore Goossens        | Fernand Cravillon     |                   |
| 1930      | Godefried De Vocht       | Constant Dyzers          | Romain Gyssels        |                   |
| 1929      | Georges Lemaire          | Odiel Van Eenoghe        | Gilbert Broeckaert    |                   |
| 1928      | Émile Joly               | Marcel Houyoux           | Gerard Desmet         |                   |
| 1927      | Libor Van De Velde       | Maurits Raes             | Marcel Houyoux        |                   |
| 1926      | Dieudonné Smets          | Jos Siquet               | Omer Taverne          |                   |
| 1925      | Gustaaf Van Slembrouck   | André Verbist            | Pierre Everaerts      |                   |
| 1924      | Hector Martin            | Charles Mondelaers       | Jan Mertens           |                   |
| 1923      | Adelin Benoît            | Maurice De Pauw          | Achille Vermandel     |                   |
| 1922      | Maurice De Pauw          | Maurice De Waele         | Marcel Clausse        |                   |
| 1921      | Edmond Van Huyneghem     | Léon Martin              | Alfons De Busschere   |                   |
| 1920      | Joseph Marchand          | Albert Jordens           | Alfons De Busschere   |                   |
| 1919      | René Vermandel           | Fernand Sellier          | Edmond Van Huynegem   |                   |
| 1915–1918 | nicht ausgetragen        | nicht ausgetragen        | nicht ausgetragen     | nicht ausgetragen |
| 1914      | Armand Thewis            | René Vermandel           | Armand Lenoir         |                   |
| 1913      | Herman Braine            | Léon Despontin           | Gilles Laubenthal     |                   |
| 1912      | Alfons Lauwers           | Isidoor Méchant          | Emile Masson          |                   |
| 1911      | Armand Lenoir            | August Benoit            | René Anno             |                   |